# Marià Perelló i Fiol
Marià Perelló i Fiol (Barcelona, 1885 o 1886 - Barcelona, 26 de novembre de 1960) fou un violinista català.

## Biografia
Fou fill de Joan Perelló i Bonet i de Joana Fiol. El seus avis paterns foren l'ebenista Marià Perelló i Montaner (1798-1880), que va néixer a l'illa de Mallorca fill de mallorquins, i Paula Bonet i Juncosa (1823-1880) de Cornudella de Montsant i pares de la mateixa població. El pare, Joan Perelló i Bonet, fou un comerciant que va arribar a ser Corredor Reial del Comerç de Barcelona i membre de la junta del Casino Mercantil.
Inicià els seus estudis amb el mestre Bonaventura Pla debutant el 1901 en un concert organitzat per la Societat Filharmònica de Barcelona. Més tard es desplaçà a Brussel·les, on amplia estudis sota la direcció del mestre Mathieu Crickboom. Es dedicà preferentment a la música de cambra i el 1908 fundà un quartet que actuà amb força èxit. Prengué part en el Quintet Granados i fou un dels creadors de la Lliga d'Associació de Música de Catalunya i de l'Associació de la Música de Cambra, i junt a Ricard Vives i Joaquim Pere Marés fundà el Trio Barcelona.
Va compondre unes Impressions per a trio i donà multitud de concerts arreu d'Espanya i en els grans escenaris musicals europeus.
Va morir a Barcelona a finals de novembre de 1960.